# Истребитель демонов (1-й сезон)
«Истребитель демонов» (яп. 鬼滅の刃 Кимэцу но яиба, досл. «Клинок, уничтожающий демонов», также широко распространён вариант перевода «Клинок, рассекающий демонов») — аниме-сериал, основанный на одноимённой серии манги автора и художника Коёхару Готогэ. Студия Ufotable анонсировала телевизионную адаптацию в выпуске журнала Weekly Shonen Jump от 4 июня 2018 года. Первый сезон, также известный под названием «Непоколебимая решимость Тандзиро Камадо», адаптировал первые семь томов манги (главы 1—54) и выходил в эфир телеканалов Tokyo MX, GTV, GYT, BS11 и других с 6 апреля по 28 сентября 2019 года. Режиссёром сериала выступил Харуо Сотодзаки, а сценаристами — творческий коллектив Ufotable. Юки Кадзиура и Го Сиина написали музыку, Акира Мацусима разработал дизайны персонажей. Хикару Кондо выступил продюсером.
Заглавной темой стала песня «Gurenge» (яп. 紅蓮華) в исполнении певицы LiSA, а окончательной — «from the edge» группы FictionJunction при участии LiSA. В 19 эпизоде использована другая конечная тема — «Kamado Tanjiro no Uta» (яп. 竈門炭治郎のうた), исполненная Го Сииной при участии Нами Накагавы.
Компания Aniplex of America получила лицензию на показ сериала в США, в том числе на стриминговых сервисах Crunchyroll, Hulu и FunimationNow. В то же время AnimeLab транслирует сериал в Австралии и Новой Зеландии. Сериал состоял из 26 эпизодов и адаптировал мангу с начала первого тома вплоть до первых глав седьмого.
До выхода в эфир первые пять серий были объединены в полнометражный фильм «Истребитель демонов: Узы брата и сестры» (яп. 鬼滅の刃 兄妹の絆 Кимэцу но яиба Кё:дай но кидзуна). 31 марта 2019 года Aniplex of America показала фильм в кинотеатре Aratani Theatre в Лос-Анджелесе. 2 апреля 2019 года Madman Entertainment посредством AnimeLab показала фильм в избранных кинотеатрах Австралии.
В июле 2019 года было объявлено о том, что сериал выйдет в блоке Toonami на телеканале Adult Swim в английском дубляже. Премьера английского дубляжа состоялась 13 октября.

## Список серий
| 1 | 1  | Жестокость «Дзанкоку» (残酷)                                                                                    | Харуо Сотодзаки                     | 6 апреля 2019    |
| Тандзиро Камадо живёт счастливой жизнью со своей семьёй в заснеженных горах, обеспечивая себя и родню продажей угля в близлежащем городе. Однажды по возвращении домой он обнаруживает, что на его семью напал демон, убивший всех за исключением его младшей сестры, Нэдзуко Камадо, которая сама начинает превращаться в демона. Появляется мечник-истребитель демонов Гию Томиока, который готовится убить Нэдзуко, но Тандзиро изо всех сил пытается защитить её. Удивлённый тому, что Нэдзуко сопротивляется своим демоническим позывам и защищает брата, а также впечатлённый потенциалом Тандзиро, Гию решает сохранить ей жизнь, а ему советует отыскать Сакондзи Урокодаки на горе Сагири. Тандзиро и Нэдзуко хоронят семью, после чего покидают дом. |    | |                                     |                  |
| 2 | 2  | Воспитатель Сакондзи Урокодаки «Содатэ Урокодаки Сакондзи» (育手・鱗滝左近次)                                   | Харуо Сотодзаки                     | 13 апреля 2019   |
| По дороге на гору Сагири Тандзиро и Нэдзуко сталкиваются с демоном, проживающим в местном храме. Им удаётся победить врага, однако Тандзиро не может его убить и оставляет того гореть на солнечном свете. В этот момент он встречает Сакондзи Урокодаки, который отчитывает его за нерешительность и предупреждает о том, что произойдёт, если Нэдзуко убьёт человека. Урокодаки позволяет Нэдзуко отдохнуть, а Тандзиро заставляет проявить себя путём восхождения на гору Сагири и спуска с неё с преодолением опасных препятствий. Тандзиро успешно справляется с заданием, и Урокодаки решает взять его в ученики после получения письма от Гию, в котором тот просит начать готовить Тандзиро в истребители демонов. |    | |                                     |                  |
| 3 | 3  | Сабито и Макомо «Сабито то Макомо» (錆兎と真菰)                                                                 | Синъя Симомура                      | 20 апреля 2019   |
| Урокодаки тренирует Тандзиро, чтобы тот смог стать членом организации «Истребители демонов», но перед этим также необходимо пройти окончательный отбор. В течение шести месяцев Тандзиро усердно тренируется на горе, осваивая техники «концентрации» и «дыхания воды». Научив Тандзиро всему, что знал сам, Урокодаки даёт тому последнее задание: чтобы отправиться на окончательный отбор, ему необходимо разрубить мечом массивный валун. Когда спустя ещё шесть месяцев он не может даже повредить валун, Тандзиро начинает терять надежду, когда на него внезапно нападает мечник по имени Сабито, критикующий юношу за слабость. Другой мечник, девушка по имени Макомо, рассказывает, что они оба были учениками Урокодаки, и помогает Тандзиро в тренировках. Ещё шесть месяцев занятий завершаются финальным боем, в ходе которого Тандзиро неожиданно поражает Сабито. Пара поздравляет его с успехом и исчезает в тумане, а Тандзиро замечает, что своим ударом он разрубил валун на две половины. |    | |                                     |                  |
| 4 | 4  | Окончательный отбор «Сайсю: сэмбэцу» (最終選別)                                                                 | Синъя Симомура                      | 27 апреля 2019   |
| Узнав, что Тандзиро разрубил валун, Урокодаки удивляется, поздравляет его и просит вернуться с окончательного отбора живым. Тандзиро встречает ещё нескольких похожих на него ребят, собирающихся стать истребителями, и узнаёт, что им необходимо в течение семи дней жить на горе, где обитают демоны. Во время своих битв он сталкивается с «демоном рук», гигантским безобразным демоном, которому особенно нравится убивать «детей» Урокодаки, а Сабито и Макомо также были им убиты. Хотя демону почти что удаётся победить Тандзиро, не открывая свою шею, тому удаётся преодолеть всё и разрезать ему шею с помощью дыхания воды. |    | |                                     |                  |
| 5 | 5  | Собственная сталь «Онорэ но хаганэ» (己の鋼)                                                                    | Такаси Сухара                       | 4 мая 2019       |
| Обезглавленный демон рук начинает растворяться в воздухе, и, чувствуя исходящий от него запах грусти, Тандзиро молится за его перерождение в лучшей жизни и за упокой душ учеников Урокодаки. Тандзиро проживает все семь дней окончательного отбора и узнаёт, что кроме него выжило всего трое человек. Выбрав минерал, из которого будет изготовлена его катана, Тандзиро возвращается к Урокодаки и воссоединяется с ним и с Нэдзуко. Вскоре после этого прибывший кузнец Хаганэдзука вручает Тандзиро его меч, который ко всеобщему удивлению окрашивается в чёрный цвет. Вскоре появляется его ворон уз, который поручает Тандзиро его первую миссию: отправиться в город, где пропадают молодые девушки. |    | |                                     |                  |
| 6 | 6  | Мечник с демоном «Они во цурэта кэнси» (鬼を連れた剣士)                                                         | Дзюнъити Минано                     | 11 мая 2019      |
| Тандзиро отправляется в деревню на северо-западе, чтобы расследовать дело о пропаже молодых девушек. Он встречает Кадзуми, накануне потерявшего свою невесту и впавшего от этого в уныние. Тандзиро ждёт ночи и мешает демону похитить очередную жертву. Он узнаёт о том, что «болотный демон» помимо того, что призывает двух своих клонов, способен создавать лужи, позволяющие ему появляться в любом месте. Тандзиро старается защитить Кадзуми и девушку, нанося демону смертельные удары, но при этом оказывается поражённым до тех пор, пока не вмешивается Нэдзуко. Противник удивляется тому факту, что мечника сопровождает демон. |    | |                                     |                  |
| 7 | 7  | Мудзан Кибуцудзи «Кибуцудзи Мудзан» (鬼舞辻 無慘)                                                               | - Такахиро Мадзима - Масаси Такэути | 18 мая 2019      |
| Пока Нэдзуко защищает Кадзуми и девушку, Тандзиро сражается один-на-один с болотным демоном и его клонами. Тандзиро прыгает в топь вслед за двумя клонами и побеждает их с помощью ката «Водоворот». Нэдзуко сражается с последним клоном, а по прибытии Тандзиро загоняет его в угол. Он спрашивает демона о Мудзане Кибуцудзи, первом в истории демоне и единственном, кто способен превратить человека в себе подобного, но тот отказывается отвечать, боясь угроз со стороны Мудзана. Убив демона, Тандзиро выражает Кадзуми соболезнования по поводу потери невесты, а после отправляется на новую миссию в Асакусу, район Токио. Вскоре после прибытия Тандзиро ощущает запах, который был у него дома в день убийства его семьи. Он добирается до мужчины с женой и дочерью, который оказывается самим Мудзаном под прикрытием. Чтобы сбежать, Мудзан превращает прохожего из толпы в демона. |    | |                                     |                  |
| 8 | 8  | Кровавый аромат иллюзий «Гэнваку но ти но каори» (幻惑の血の香り)                                               | Хидэки Хосокава                     | 25 мая 2019      |
| Пока Тандзиро возится с демоном, Мудзан сбегает и слышит, как тот клянётся отыскать его. Вспомнив своего давнего врага, который носил такие же серьги в виде карт Ханафуда, как у Тандзиро, он поручает двум демонам, Сусамару и Яхабе, выследить его и убить. Тем временем Тандзиро спасает демон по имени Тамаё и парень по имени Юсиро, рассказывающие о том, что она — врач и что она также желает Мудзану смерти. Эксцентричный Юсиро приводит Тандзиро и Нэдзуко к Тамаё, которая рассказывает, что возможно создать лекарство для обращённого в демона человека, но для этого ей необходимы образцы крови демонов, с которыми Мудзан находится в непосредственной близости. Тандзиро соглашается на это, и внезапно группа оказывается атакована множеством мячей, управляемых Сусамару и Яхабой. |    | |                                     |                  |
| 9 | 9  | Демон мячей и демон стре́лок «Тэмари они то ядзируси они» (手毬鬼と矢印鬼)                                       | Синъя Симомура                      | 1 июня 2019      |
| С помощью своих мячей тэмари Сусамару обстреливает спрятанный дом и рассказывает, что они с Яхабой — члены Дюжины бесовских лун, группы могущественных демонов, служащих напрямую Мудзану. Она лишает Юсиро головы с помощью одного из своих мячей, и пока он регенерирует, Тандзиро старается уклоняться от них, так как мячи летят в физически невозможных направлениях и их трудно разрезать. Юсиро помогает ему обнаружить стрелки, с помощью которых Яхаба контролирует направление полёта мячей Сусамару. Несмотря на то, что Нэдзуко нападает на Яхабу, брат и сестра вынуждены поменяться противниками, а Юсиро тем временем присоединяется к битве с Сусамару, используя свою Магию крови. Первым делом Яхаба лишает Тандзиро сил, изменяя траекторию его передвижения, когда он пытается приблизиться к нему, а после мяч отрывает Нэдзуко ногу. Тем не менее, Тандзиро, вспомнив свои тренировки и несмотря на усталость, использует комбинацию ката, чтобы обратить направление стрелок Яхабы в свою пользу, сокращая дистанцию между ними и обезглавливая демона. |    | |                                     |                  |
| 10 | 10 | Всегда вместе «Дзютто иссё ни иру» (ずっと一緒にいる)                                                           | Юки Ито                             | 8 июня 2019      |
| Умирая, Яхаба в последний раз пытается убить Тандзиро, используя свои стрелки для того, чтобы поднять его ввысь, а после сбросить на землю. Тандзиро приходится использовать несколько ката подряд чтобы смягчить удар и выжить. Нэдзуко, выпившая лечебный эликсир Тамаё, присоединяется к битве и увеличивает свою силу, получая способность вступить в поединок с Сусамару. С помощью своей Магии крови Тамаё заставляет Сусамару потерять бдительность, заставляя её произнести имя Мудзана и вызывая проклятие, убивающее её. Изучив глаз Сусамару, Тамаё понимает, что никто из нападавших не принадлежал к Дюжине, так как в их глазах нет порядкового номера. Тандзиро жалуется на жестокость Мудзана, который врёт демонам и использует их безысходность в личных целях. Хотя Урокодаки внушил Нэдзуко, что она должна защищать людей, она распознаёт Тамаё и Юсиро как людей, что заставляет Тамаё заплакать от благодарности. Брат и сестра отправляются на следующую миссию, по дороге Тандзиро замечает другого истребителя с окончательного отбора, который пристаёт к девушке с просьбой выйти за него замуж. |    | |                                     |                  |
| 11 | 11 | Дом барабанов «Цудзуми но ясики» (鼓の屋敷)                                                                     | Сюдзи Мияхара                       | 15 июня 2019     |
| Тандзиро разнимает девушку и истребителя, Дзэницу Агацуму. Тот рассказывает о том, что надеялся умереть на окончательном отборе из-за своей слабости и нерешительности. Следуя указаниям ворона Тандзиро, они вдвоём отправляются в следующий пункт назначения, большое поместье в лесу, и встречают там двух детей, Сёити и Тэруко, которые рассказывают о том, как живущий в доме демон похитил их брата. Они с Дзэницу, который не горит желанием что-либо делать, заходят в дом, оставляя ящик с Нэдзуко внутри на улице, и дети неожиданно следуют за истребителями. Затем они разделяются сверхъестественной сменой комнат под звук барабанов. Тандзиро и Тэруко замечают массивного демона, самого сильного обитателя дома. В поисках выхода Дзэницу и Сёити натыкаются на другого мечника-истребителя, который носит маску кабана. Тандзиро сталкивается с Магией крови демона, с помощью которой он передвигает комнату, ударяя в расположенные на его теле барабаны. В этот же момент появляется готовый к атаке истребитель в маске кабана. |    | |                                     |                  |
| 12 | 12 | Кабан обнажает клыки, Дзэницу засыпает «Иносиси ва киба во муки, Дзэнъицу ва нэмуру» (猪は牙を剥き、善逸は眠る) | Сусуми Такэути                      | 22 июня 2019     |
| Истребитель-изгой пытается атаковать демона, но тот предотвращает атаку, используя свою Магию крови. Он спорит с Тандзиро и почти нападает на него, когда демон с помощью другого барабана на своём теле вызывает невидимые, но мощные удары. Переместившись в другую комнату, Тандзиро встречает старшего брата детей, Киёси. Другой демон загоняет в угол Сёити и Дзэницу, теряющего сознание от страха. Во сне он использует технику дыхания молнии и мгновенно убивает демона. Проснувшись и увидев тело демона на полу, Дзэницу думает, что его убил Сёити, и снова пугается. Истребитель-изгой также сталкивается с демоном, но быстро его убивает. Демон барабанов, Кёгай, рассказывает о своём желании убить старшего брата ради его крови и вернуться в Дюжину после того, как Мудзан лишил его ранга. Отправив детей в безопасное место, Тандзиро сражается с Кёгаем и начинает адаптироваться к ударам его барабанов. Будучи ещё не до конца восстановившимся, он вспоминает уроки Урокодаки об адаптируемости дыхании воды и находит в себе силы продолжить битву. |    | |                                     |                  |
| 13 | 13 | Дороже всего на свете «Иноти ёри дайдзи-на моно» (命より大事なもの)                                             | Юсукэ Сибата                        | 29 июня 2019     |
| Кёгай, разозлённый нежеланием Тандзиро сдаваться, начинает атаковать более хаотично. Он вспоминает, как в жизни был барабанщиком и композитором, но другие осуждали его и издевались над ним из-за его увлечения. Разозлённый этими воспоминаниями, демон начинает атаковать Тандзиро с большей яростью. По-прежнему раненый, Тандзиро с помощью дыхания воды добирается до Кёгая, обезглавливая его. Растворяясь, он слышит, как Тандзиро признаёт его Магию крови, но добавляет, что не может простить демону его убийства. Кёгай, тронутый его словами, плачет, радуясь, что кто-то признал его игру на барабанах, и умирает. Он помещает образец крови Кёгая в ампулу и отдаёт её коту Тамаё, который исчезает. Выведя детей на улицу, он замечает, как Дзэницу, ранее выброшенного из дома, пинает истребитель-изгой за защиту ящика с Нэдзуко. Он раскрывает, что всё это время знал о том, что Тандзиро носит с собой демона, но посчитал, что на то должна быть причина. Тандзиро защищает его и нападает на мечника. |    | |                                     |                  |
| 14 | 14 | Дом с гербом глицинии «Фудзи но хана но камон но лэ» (藤の花の家紋の家)                                         | - Харуо Сотодзаки - Сюдзи Мияхара   | 6 июля 2019      |
| Тандзиро пытается остановить истребителя-изгоя, сломав ему рёбра, но тот отбивается, несмотря на запрет истребителям причинять вред друг другу. Сражаясь словно зверь, истребитель провоцирует Тандзиро на ответный удар; внезапно он бьёт его головой по голове, вследствие чего с того спадает маска кабана. Демонстрируя своё женственное и деликатное лицо на контрасте с сильным и мускулистым телом, истребитель представляется как Иноскэ Хасибира. Он теряет сознание и приходит в себя в тот момент, когда остальные хоронят умерших в поместье людей. Ворон уз Тандзиро даёт группе указание спускаться с горы. Попрощавшись с ребятами, истребители приходят в дом, где живёт старушка, которая помогает им отдохнуть и залечить раны. Иноскэ сообщает, что пришёл на окончательный отбор только потому, что хотел проверить свои навыки на демонах, а Дзэницу спрашивает Тандзиро о том, почему тот носит с собой демона, как вдруг Нэдзуко сама вылезает из своего ящика. Злой на Тандзиро из-за того, что с ним всё это время была девушка, Дзэницу преследует Тандзиро, не позволяя тому ничего объяснить. |    | |                                     |                  |
| 15 | 15 | Гора Натагумо «Натагумо-яма» (那多蜘蛛山)                                                                       | - Юки Ито - Синсукэ Гоми            | 13 июля 2019     |
| После полного восстановления ворон уз Тандзиро сообщает группе об их следующей миссии на горе Натагумо. Они прощаются с хозяйкой и отправляются к горе. Однако когда спускается ночь, Дзэницу становится страшно и он отказывается идти. Тандзиро и Иноскэ встречают другого истребителя, но видят, как что-то утаскивает его обратно на гору. Иноскэ решает быть во главе, а Тандзиро следует за ним; Дзэницу остаётся у подножия, боясь идти следом. Они видят, что лес покрыт паучьей паутиной, и встречают другого истребителя, Мурату. Он рассказывает, как десять мечников отправились на гору но начали внезапно убивать друг друга без причины. На троицу нападают истребители, которыми управляют с помощью привязанной к ним паутины. Их встречает низкий бледный демон, который требует оставить в покое его семью, а иначе «Мать» убьёт их. Нуждаясь в плане, Иноскэ использует дыхание зверя, чтобы определить местонахождение демона. Тем временем, узнав о множестве смертей, глава истребителей отправляет на гору двух столпов, Гию и Синобу. |    | |                                     |                  |
| 16 | 16 | Пропуская других вперёд «Дзибун дэванай дарэка во маэ э» (自分ではない誰かを前へ)                               | Кэн Такахаси                        | 20 июля 2019     |
| Мурата остаётся, чтобы задержать контролируемых истребителей, пока Тандзиро и Иноскэ уходят, позднее натыкаясь на других мечников. Вскоре демон по имени Руи угрожает демону-кукловоду, «Матери», чтобы та убила их быстрее, а иначе ей грозит выговор. Напуганная, она использует свои марионетки более отчаянно. Тандзиро и Иноскэ узнают, как остановить паутину, но Мать в гневе убивает мечников. Разъярённый, Тандзиро продвигается напрямую к демону. Они продолжают свой путь, на котором встречают самую сильную куклу Матери: массивного безголового демона с лезвиями. Пытаясь скоординировать свои техники дыхания, Тандзиро и Иноскэ успешно убивают демона. Затем Иноскэ подбрасывает Тандзиро в небо, тот замечает Мать и спускается, чтобы убить её. Поначалу испугавшись, она понимает, что в случае смерти освободится от унижений, которые ей приходится терпеть, и поддаётся. Увидев это, Тандзиро убивает демона с помощью самой слабой ката, позволяя ей умереть мирно. В знак благодарности за милосердие Мать перед смертью предупреждает Тандзиро о присутствии на горе члена Дюжины. |    | |                                     |                  |
| 17 | 17 | Доведи до совершенства что-то одно «Хитоцу но кото кивамэнукэ» (一つのこと極め抜け)                             | - Сюдзи Мияхара - Такуя Нонака      | 27 июля 2019     |
| В лесу Дзэницу встречает паука с человеческой головой. Пытаясь сбежать, он попадает на поляну, где повешенные истребители превращаются в пауков. Появляется «Сын» паучьего семейства, который сообщает Дзэницу, что он тоже укушен и скоро начнёт превращаться. Он в панике взбирается на дерево, когда Сын насмехается над ним. Дзэницу вспоминает о своих тренировках и о том, как он постоянно отказывался тренироваться несмотря на желание оправдать ожидания своего учителя. Он теряет сознание и нападает, но Сын несколько раз подряд не даёт ему выполнить ката, которая оказывается единственным приёмом дыхания молнии, который ему под силу. Несмотря на это, его учитель советовал ему отточить её до совершенства. Дзэницу вспоминает о том, как другой ученик бранил его за слабость и трусость. Несмотря на всю пережитую в жизни боль, упорство и наставления учителя побуждают его продолжать борьбу. Он обезглавливает Сына своей собственной разновидностью Дыхания молнии и пытается замедлить действие яда. Тандзиро и Иноскэ добираются до «Дочери» и нападают; она зовёт на помощь «Отца», который появляется из леса и собирается убить их. |    | |                                     |                  |
| 18 | 18 | Фальшивые узы «Нисэмоно но кидзуна» (偽物の絆)                                                                  | Акихико Уда                         | 3 августа 2019   |
| По прибытии на Натагумо Гию и Синобу разделяются. Клинки Тандзиро и Иноскэ не в состоянии разрубить твёрдую кожу Отца; он отшвыривает Тандзиро в сторону, оставляя Иноскэ один-на-один с собой, хотя тому удаётся отрубить ему голову. Дзэницу, близкого к смерти, находит Синобу. Тандзиро безопасно приземляется, но замечает, как Руи отчитывает Дочь в связи с «семейными делами». Он называет их семейные узы ненастоящими, что злит Руи. Тандзиро сражается с ним, но оказывается поражён его стальными нитями и вынужден обороняться. Руи, разозлённый словами Тандзиро и его нежеланием отступать, угрожает убить его медленно. Вскоре Отец множество раз ранит Иноскэ, мечи которого сломались при попытке разрезать шею Отца, и лишает его сил. Демон хватает Иноскэ за голову и медленно бьёт о землю, но Гию спасает его. Когда Отец пытается отомстить, столп убивает его без промедления. Тандзиро пытается совершить лобовую атаку, но Руи с помощью своей нити разрезает его катану. |    | |                                     |                  |
| 19 | 19 | Бог огня «Хиноками» (ヒノカミ)                                                                                  | Тосиюки Сирай                       | 10 августа 2019  |
| Впечатлённый Гию, Иноскэ бросает ему вызов, но получает отказ. Синобу даёт Дзэницу противоядие, а остальных забирают сокрытели, специально обученные ассистенты истребителей. Тандзиро едва успевает увернуться от атаки Руи, который оставляет порез на его лице. Ошеломлённая, Нэдзуко вступает в битву, чтобы спасти его. Увидев их связь, Руи провозглашает её своей новой сестрой, отвергая Дочь. Рассказав о том, что он — пятая старая луна из Дюжины, он хватает Нэдзуко и удерживает её в своих нитях. Он насмехается над Тандзиро, побуждая обезглавить его, но тот не может разрезать его кожу. С помощью последней ката дыхания воды он успешно разрубает нити, но Руи создаёт новые, усиливая их с помощью крови. С помощью своей Магии крови он заключает Тандзиро в клетку из паутины. На волоске от гибели он вспоминает своего отца, который раз в год танцевал ритуальный танец в холодную погоду, используя особый стиль дыхания. С помощью этого стиля, танца бога огня, он уничтожает клетку и поражает Руи, вынужденного сопротивляться. Когда тот создаёт больше нитей, Нэдзуко использует свою Магию крови, чтобы поджечь их с помощью своей крови. Когда на его катану попадает кровь Нэдзуко, Тандзиро отрубает Руи голову. |    | |                                     |                  |
| 20 | 20 | Несвязанная семья «Ёсэ ацумэ но кадзоку» (寄せ集めの家族)                                                       | Такаси Сухара                       | 17 августа 2019  |
| Уставший Тандзиро пытается добраться до Нэдзуко, но узнаёт, что Руи обезглавил себя сам во избежание смерти. Он готовится убить Тандзиро, но его останавливает Гию. Несмотря на использование своих сильнейших нитей, он оказывается побеждён ката дыхания воды, разработанной самим Гию. Дочь убегает из леса, вспоминая о том, как Руи нашёл её и попросил стать его сестрой; он привлёк больше демонов в свою семью, присвоив им различные роли. Однако жестокость с его стороны вызывала среди них конфликты и боль. Однажды ночью одна из сестёр Дочери попыталась сбежать, но Руи выследил и убил её. Дочь сталкивается с Муратой и заключает его в кислотный кокон. Затем её встречает Синобу, которая поначалу хочет с ней подружиться, но только после того, как накажет её за убийство истребителей. Взволнованная, она отбивается, но Синобу превосходит её своей сверхскоростью. Так как та не может отрубать демонам головы, её меч наполнен ядом на основе глицинии. Она убивает Дочь и освобождает Мурату. Когда голова Руи падает на землю, он видит, как Тандзиро обнимает Нэдзуко, и вспоминает, что создал семью ради ощущения подобной связи. |    | |                                     |                  |
| 21 | 21 | Нарушение устава «Тайрицу ихан» (隊律違反)                                                                      | Такуя Нонака                        | 24 августа 2019  |
| Руи вспоминает своё прошлое; будучи хилым, болезненным ребёнком, он всё своё время проводил дома. Его обнаружил Мудзан, который «сжалился» над ним и превратил в демона. Узнав, что их сын съел кого-то, родители попытались его убить. Только убив их обоих, Руи понял, что они по-настоящему его любили. Тем не менее Мудзан настаивал на обратном, заставляя его быть холодным и жестоким. Он ползёт к Тандзиро, который, почувствовав его горе, жалеет его. В аду Руи воссоединяется со своими родителями, которые прощают его, заставляя того расплакаться. Гию отчитывает Тандзиро за жалость по отношению к демонам, хотя и называет их безнадёжными, трагичными созданиями. Гию вспоминает, что видел брата и сестру раньше, и защищает их от Синобу. Пока у них с Гию происходит стычка, Тандзиро пытается сбежать с Нэдзуко, но замечает девушку, пытающуюся убить её. Она вырубает его, но не может убить Нэдзуко. Ворон уз сообщает, что Тандзиро и Нэдзуко нужно доставить в главный штаб истребителей, а Иноскэ и Дзэницу отправить на лечение. Позднее Тандзиро приходит в себя у ног столпов. |    | |                                     |                  |
| 22 | 22 | Глава «Ояката-сама» (お館様)                                                                                    | Юки Ито                             | 31 августа 2019  |
| За покрывательство Нэдзуко Тандзиро оказывается на суде у столпов, сильнейших из истребителей демонов. Они обсуждают, стоит ли казнить его, а также Гию за его защиту, но Синобу просит их не торопиться с выводами. Тандзиро объясняет ситуацию с Нэдзуко, в которой они сомневаются, называя его предвзятым. К ним присоединяется суровый и агрессивный Санэми Синадзугава, который протыкает Нэдзуко катаной через ящик, что приводит к перепалке между ним и Тандзиро. Появляется чтимый глава истребителей Кагая Убуясики, сообщающий о том, что он уже признал ситуацию Тандзиро. Когда столпы оказываются с ним не согласны, он читает письмо от Урокодаки, бывшего водного столпа, в котором тот рассказал о том, что Нэдзуко в состоянии не есть людей и что если это всё же произойдёт, он, Гию и Тандзиро убьют себя. Кагая также рассказывает, что Тандзиро лично видел Мудзана Кибуцудзи и что все демоны, охотившиеся на него, были отправлены непосредственно им. Хотя столпы и понимают его важность, Санэми всё ещё не готов принять демона и намерен доказать, что Нэдзуко нельзя доверять. Он разрезает своё предплечье, пронзает Нэдзуко ещё два раза и дразнит её своей кровью. Она выбирается из ящика и смотрит на столпа, в то время как у неё текут слюни. |    | |                                     |                  |
| 23 | 23 | Собрание столпов «Тю:го: каиги» (柱合会議)                                                                      | Кэн Такахаси                        | 7 сентября 2019  |
| Нэдзуко демонстрирует, что способна выдержать насмешки Санэми, и Кагая считает это прямым доказательством. Хотя он и понимает, что не все это одобрят, он сообщает Тандзиро, что признаёт их обоих как истребителей. Тандзиро клянётся убить Мудзана, но Кагая советует ему начать с малого, убив сперва демона из Дюжины. Суд заканчивается, и сокрытели отводят брата с сестрой в поместье Синобу, Дом бабочки, на лечение. Они встречают протеже Синобу, Канао Цуюри, которую Тандзиро узнаёт как девушку с окончательного отбора. Внутри он воссоединяется с Дзэницу и Иноскэ, которые проходят курс лечения после предыдущих битв. На своём собрании столпы рассуждают о возрастающем ущербе со стороны демонов и малом количестве новых истребителей. Кагая отмечает, что резкие действия Руи означают, что Мудзан, скорее всего, находится не в окрестностях Натагумо, так как он всегда создаёт отвлекающие манёвры, как в Асакусе. В конце концов Кагая называет их сильнейшими столпами с момента основания организации и вновь заявляет о своей вере в них. Оставшись в одиночестве, он клянётся убить Мудзана Кибуцудзи и победить. |    | |                                     |                  |
| 24 | 24 | Оздоровительная тренировка «Кино: кайфуку кунрэн» (機能回復訓練)                                                | - Сюдзи Мияхара - Акихико Уда       | 14 сентября 2019 |
| Спустя некоторый период времени Тандзиро и Иноскэ начинают посещать оздоровительные тренировки, с которых возвращаются уставшими и измотанными, что пугает Дзэницу. Позднее он узнаёт, какие необычные испытания входят в программу тренировок. Поначалу заинтересованные, Дзэницу и Иноскэ перестают посещать занятия, когда не могут победить Канао, оставляя Тандзиро в одиночестве. Девочки из Дома бабочки, Суми, Киё и Нахо, рассказывают о том, что Канао использует иную технику дыхания под названием постоянная концентрация, а также отрабатывает её на хётанах. Замотивированный, Тандзиро использует обстановку поместья как препятствие и пытается постоянно удерживать концентрацию дыхания. Появляется Синобу, поощряющая его дух и рассказывающая о своей мечте о мире людей с демонами. Тандзиро интересуется, прячет ли она гнев за своей улыбкой. Удивлённая, Синобу рассказывает о боли от наблюдения за тем, какой вред могут нанести демоны; она рассказывает о своей старшей сестре, которая всегда симпатизировала демонам, как он. Когда она была убита, Синобу попыталась перенять её личность, но воспротивилась этому, считая демонов безнадёжными. Услышав в ней веру в него, Тандзиро вспоминает о боли от смерти семьи и о своём обещании Нэдзуко. |    | |                                     |                  |
| 25 | 25 | Наследница Канао Цуюри «Цугуко Цуюри Канао» (継ぐ子 栗花落カナヲ)                                               | Синъя Симомура                      | 21 сентября 2019 |
| Спустя время Тандзиро оказывается способен поравняться с Канао в скорости и лопнуть хётан. Дзэницу и Иноскэ видят его развитие и просят консультации Синобу. Когда она объясняет всё простотой и особенной мотивацией, все трое стремятся к улучшению. Наблюдая за их тренировками, Синобу стимулирует Канао присоединиться. Она подбрасывает монетку и вспоминает своё прошлое. Будучи рождённой в жестокой семье, она была сломлена физически за то, что показывала свои эмоции. Когда её пытались продать в рабство, Синобу и её сестра Канаэ нашли её и приютили как сестру. Первым делом заметив неспособность девочки самостоятельно принимать решения, Синобу начала сомневаться в этом решении. Канаэ отказалась сдаваться и дала ей монетку, чтобы помочь. Приняв решение, Канао уходит от тренирующихся истребителей. Тандзиро и Иноскэ получают новые клинки от Хаганэдзуки и Канамори соответственно, однако оба они впадают в ярость из-за неуважения к их труду. Вскоре Тандзиро оказывается первым, кому удаётся победить Канао. Во время обследования он спрашивает Синобу о танце бога огня. Она ничего об этом не знает, но сообщает, что тот может спросить об этом пламенного столпа, Кёдзюро Рэнгоку. Оставшись один в своей комнате, Тандзиро вновь заявляет о цели помочь Тамаё в её исследованиях и вернуть сестре человеческий облик. Нэдзуко неожиданно поддерживает брата, давая ему надежду. |    | |                                     |                  |
| 26 | 26 | Новое задание «Аратанару нимму» (新たなる任務)                                                                  | - Харуо Сотодзаки - Юити Тэрао      | 28 сентября 2019 |
| Несколькими месяцами ранее, после смерти Руи, демон, играющий на биве, призывает демонов старых лун в Бесконечную крепость. Они становятся свидетелями гнева Мудзана, который сообщает о гибели Руи и называет старые луны слабыми, после чего убивает их всех. Тем не менее он оставляет в живых первого демона старой луны в связи с его мрачной личностью и повиновением ему, усиливая того образцом своей крови; Мудзан добавляет, что он может получить больше, если убьёт Тандзиро. В настоящем времени ворон уз отправляет трио на новую миссию на поезде «Бесконечный», где пропало сорок человек. Тандзиро прощается с обитателями поместья, в том числе с Канао, которой он советует слушать своё сердце и принимать решения самостоятельно вместо подбрасывания монетки. Когда его бросок приводит к этому решению, Канао оказывается удивлена заверениями Тандзиро. Он также благодарит Гию за его преданность защите Нэдзуко. Мечники прибывают на вокзал, и Иноскэ наводит суету, привлекая внимание полиции. Им приходится спасаться бегством, так как правительство Японии не признаёт истребителей демонов, считая, что демонов не существует. Они запрыгивают на борт уходящего поезда, где уже находятся Кёдзюро и первая старая луна. |    | |                                     |                  |

## Выход на носителях
С 31 июля 2019 года по 24 июня 2020 года Aniplex выпустила в Японии сериал на одиннадцати Blu-ray- и DVD-дисках. На обложке каждого из изданий присутствуют иллюстрации дизайнера персонажей Акиры Мацусимы, а к ограниченному изданию прилагался бонусный CD-диск с оригинальной драмой или с саундтреком. Aniplex of America выпустила первое для Северной Америки ограниченное издание на Blu-ray 30 июня 2020 года, а второе — 24 ноября 2020. Стандартные издания на Blu-ray были выпущены в сентябре 2020 и в январе 2021 годов в сотрудничестве с Funimation.

### Японское издание
| Том | Том   | Эпизоды                                            | Обложка         | Бонусный диск        | Дата выхода  | П.     |
| --- | ----- | -------------------------------------------------- | --------------- | -------------------- | ------------ | ------ |
|     | 1     | 1–2                                                | Тандзиро Камадо | Drama CD и саундтрек | 31 июля 2019 | [ 25 ] |
| 2   | 3–5   | Гию Томиока                                        | Саундтрек       | 28 августа 2019      | [ 27 ]       |        |
| 3   | 6–7   | Нэдзуко Камадо                                     | Drama CD        | 25 сентября 2019     | [ 28 ]       |        |
| 4   | 8–10  | Тандзиро Камадо и Мудзан Кибуцудзи                 | Саундтрек       | 30 октября 2019      | [ 29 ]       |        |
| 5   | 11–12 | Дзэницу Агацума                                    | Drama CD        | 27 ноября 2019       | [ 30 ]       |        |
| 6   | 13–14 | Иноскэ Хасибира                                    | Саундтрек       | 25 декабря 2019      | [ 31 ]       |        |
| 7   | 15–17 | Тандзиро Камадо, Дзэницу Агацума и Иноскэ Хасибира | Drama CD        | 29 января 2020       | [ 32 ]       |        |
| 8   | 18–19 | Тандзиро Камадо                                    | Саундтрек       | 26 февраля 2020      | [ 33 ]       |        |
| 9   | 20–21 | Нэдзуко Камадо                                     | Саундтрек       | 25 марта 2020        | [ 34 ]       |        |
| 10  | 22–24 | Синобу Котё                                        | Drama CD        | 27 мая 2020          | [ 35 ]       |        |
| 11  | 25–26 | Тандзиро Камадо и Нэдзуко Камадо                   | Саундтрек       | 24 июня 2020         | [ 24 ]       |        |

### Английские издания
| Том | Том   | Эпизоды        | Дата выхода  | П.     |
| --- | ----- | -------------- | ------------ | ------ |
|     | 1     | 1–13           | 30 июня 2020 | [ 36 ] |
| 2   | 14–26 | 14 ноября 2020 | [ 37 ]       |        |

| Том | Том   | Эпизоды        | Дата выхода      | П.     |
| --- | ----- | -------------- | ---------------- | ------ |
|     | 1     | 1–13           | 29 сентября 2020 | [ 38 ] |
| 2   | 14–26 | 19 января 2021 | [ 39 ]           |        |

## Комментарии
1. ↑   (яп. 立志編 Рисси-хэн)
2. ↑  Премьера сериала на Adult Swim состоялась в субботу в 1:30 по полуночи (25:30) по североамериканскому восточному/тихоокеанскому времени, так что фактически премьера состоялась в воскресенье[18].
3. ↑  «Истребитель демонов» выходил на канале Tokyo MX по субботам в 23:30 (11:30 пополудни по японскому стандартному времени).
4. ↑  Восьмой эпизод был показан на аниме-фестивале Madman[англ.] в Брисбене, Австралия в 13:00 по австралийскому времени (12:00 по японскому времени), до премьеры на ТВ[22].
5. ↑  Двадцать четвёртый эпизод был показан на аниме-фестивале Madman[англ.] в Мелбурне, Австралия в 13:30 по австралийскому времени (12:30 по японскому времени), до премьеры на ТВ[23].